# Газовое отопление
Газовое отопление — система отопления, в которой в качестве топлива используются горючие газы, а отопительные приборы для сжигания газа устанавливаются в обогреваемых помещениях. В систему газового отопления, кроме отопительных приборов (инфракрасных газовых излучателей, газовых каминов и др.), входят газопроводы, запорно-регулирующая арматура, автоматически действующие приборы безопасности пользования газом, устройства для отвода продуктов сгорания газа.

## Ранние отопительные системы
До появления газа в качестве топлива люди обогревались с помощью открытого огня (камины, печи), используя дрова, уголь, торф и другие природные материалы. В регионах северной Африки и Аравийского полуострова также использовали в качестве топлива верблюжий навоз.

## Появление городского газа
В начале XIX века в Европе и США начинается использование так называемого «городского газа» (светильного газа), получаемого путём газификации угля. Изначально он использовался для освещения улиц и домов, позднее стали появляться и первые газовые обогреватели.

## Развитие газового отопления
В период с середины по конец XIX века появляются первые устройства для отопления на газу. Это были простые газовые камины и обогреватели. С развитием газовых сетей отопление стало доступно в домах среднего класса. В 1874 году в Великобритании появляется первый промышленный газовый котёл для отопления.

## XX век: массовое внедрение

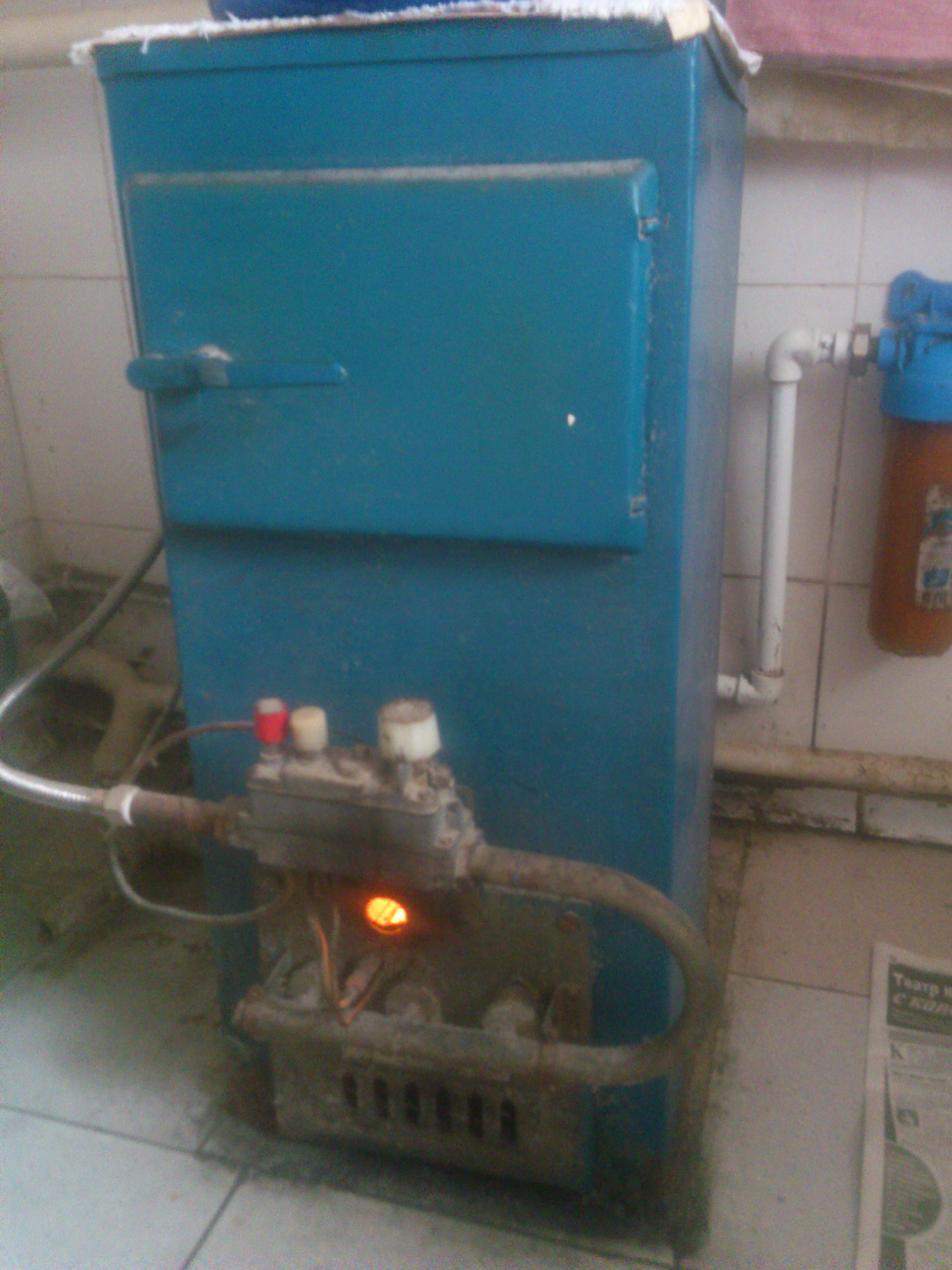
Газовый котёл из СССР, Хатынгнах, Якутия

С появлением природного газа газовое отопление становится более эффективным и безопасным. В 1950–1970-е годы происходит бурный рост газификации в СССР, Европе и США. Газовые котлы становятся обычным явлением в многоквартирных домах и частных домах.

## Современный этап
Современные газовые котлы — это высокоэффективные устройства с автоматикой, термостатами, возможностью подключения к «умному дому».
Развитие технологий конденсационных котлов позволило значительно повысить КПД систем отопления.
Повышается внимание к экологии и энергоэффективности — появляются гибридные системы (газ + солнечные панели, тепловые насосы и др.). В XXI веке продолжается массовая газофикация в районах Дальнего востока, Якутии, Чукотки, Югры, Аляски, Юкона, Квебека, Лапландии и прочих отдалённых территорий России и мира.